# Думпкар

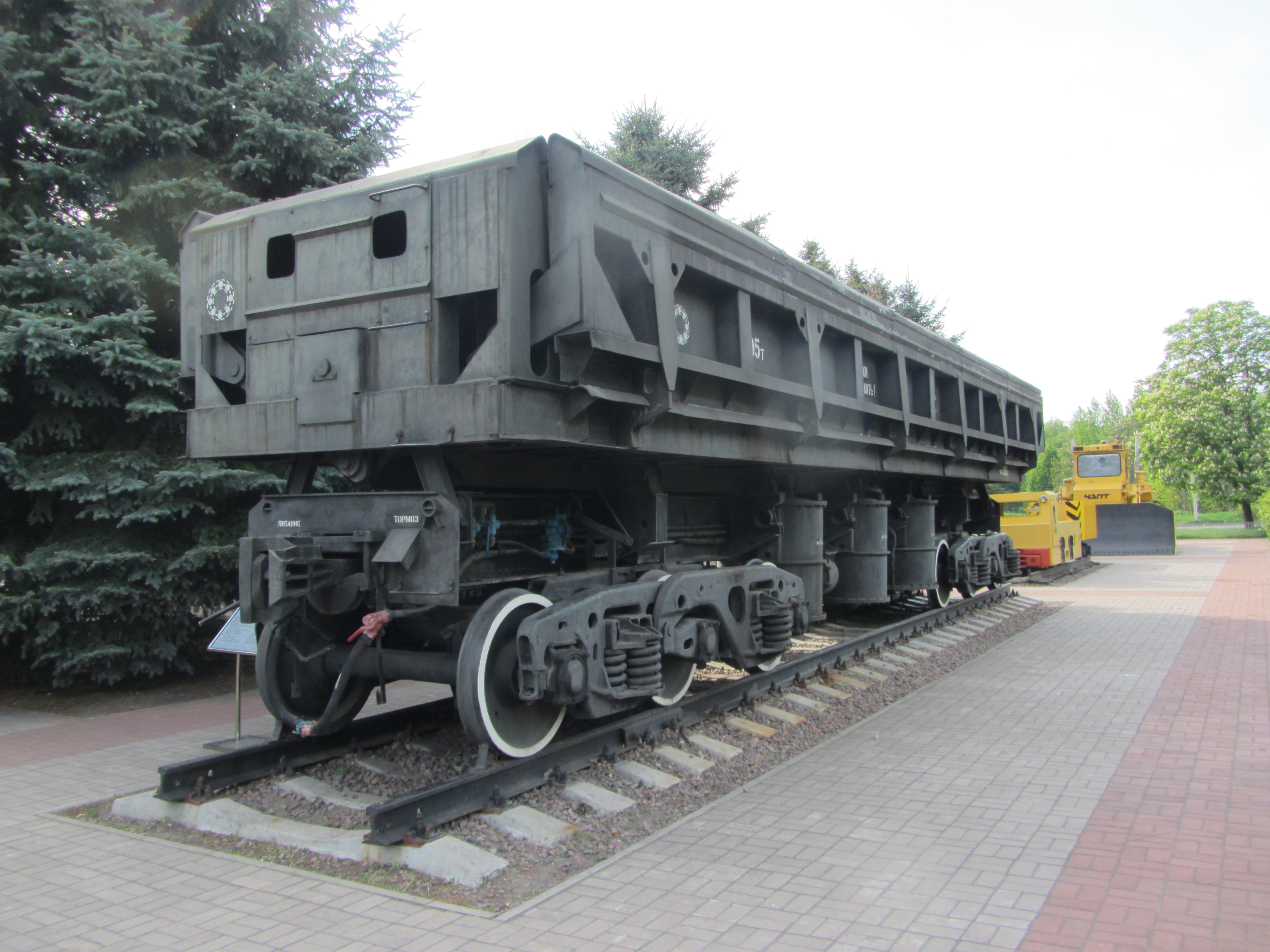
Думпкар 2ВС-105 в музее горной техники СевГОКа

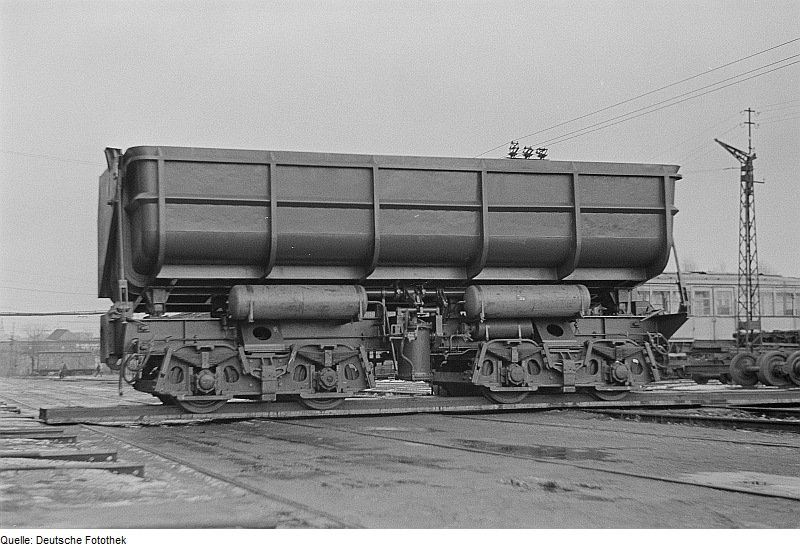
Четырёхосный думпкар (вагон-самосвал) с односторонней разгрузкой производства VEB Waggonbau Görlitz, 1952 год.

Вагон-самосвал (думпкар, от англ. dump car) — грузовой вагон с устройством для механизированной разгрузки сыпучих и кусковых грузов.

## Конструкция

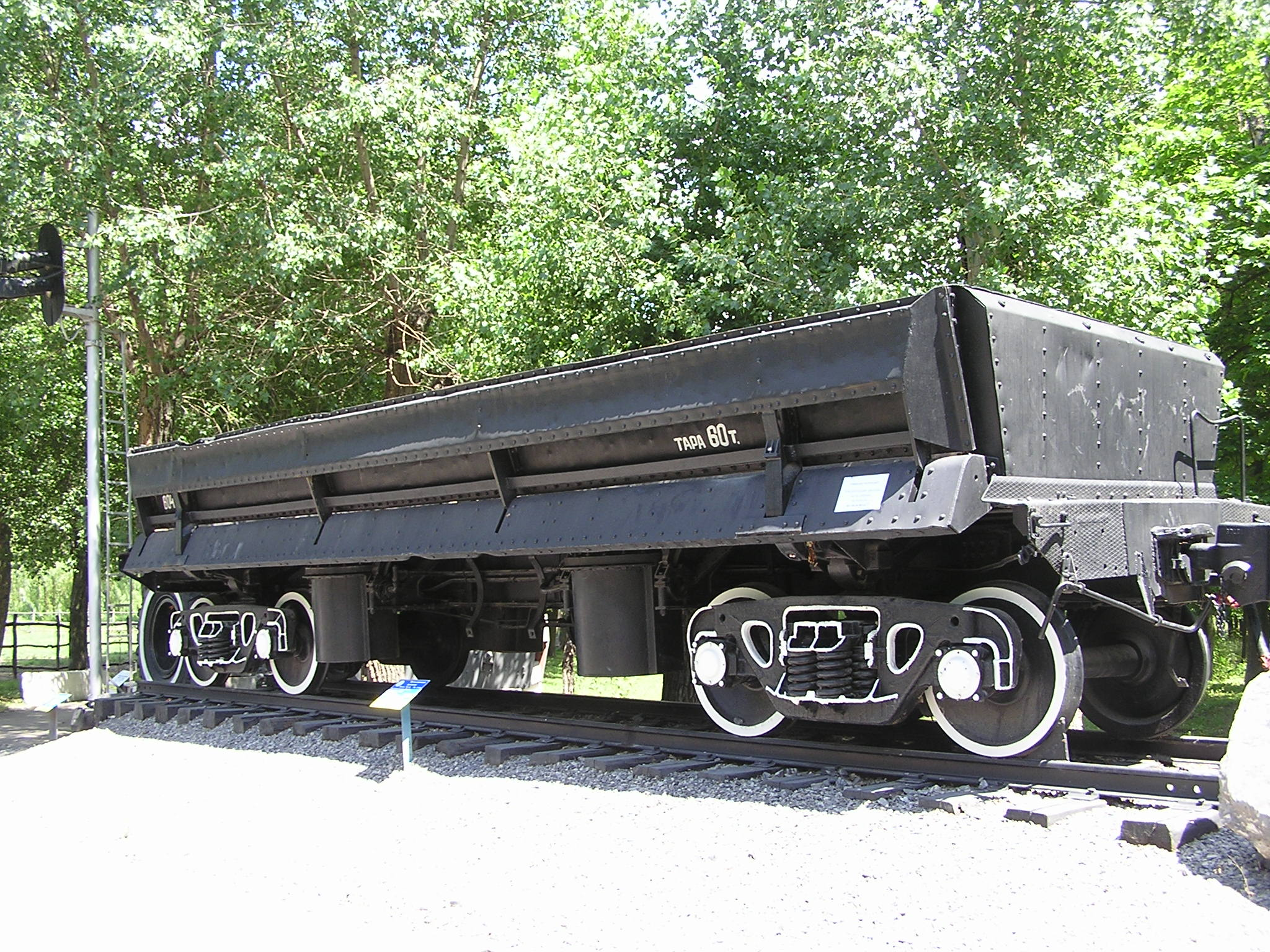
Думпкар тип 7ВС-60. Модели 31-661.

Для обеспечения необходимой прочности пол кузова думпкара сделан многослойным, он состоит из уложенного на раму нижнего стального листа, амортизирующей прослойки и верхнего стального листа (пакета листов). Амортизирующей прослойкой обычно служат деревянные брусья толщиной 60 — 75 миллиметров. У большегрузных думпкаров для тяжёлых условий работы между верхним настильным листом и деревянными брусьями дополнительно укладывается усиливающий лист высокопрочной стали толщиной 30 — 45 мм. Нижняя рама думпкара имеет мощную хребтовую балку из двутавровых балок, усиленных листами, и оборудована автосцепками, тормозными приборами и другими устройствами.

## Принцип работы
В отличие от других грузовых вагонов, думпкар имеет кузов, наклоняющийся при выгрузке груза, и борта, откидывающиеся при наклоне кузова. Наклон кузова обеспечивается пневматическими или гидравлическими цилиндрами, шарнирно подвешенными на кронштейнах нижней рамы вагона. Сжатый воздух подаётся по трубопроводу от компрессора локомотива. Регулировка давления осуществляется дистанционной системой управления. В исходное положение после разгрузки кузов устанавливается под действием собственного веса или принудительно (посадочными пневмоцилиндрами).

## Разновидности
Думпкары выпускаются:

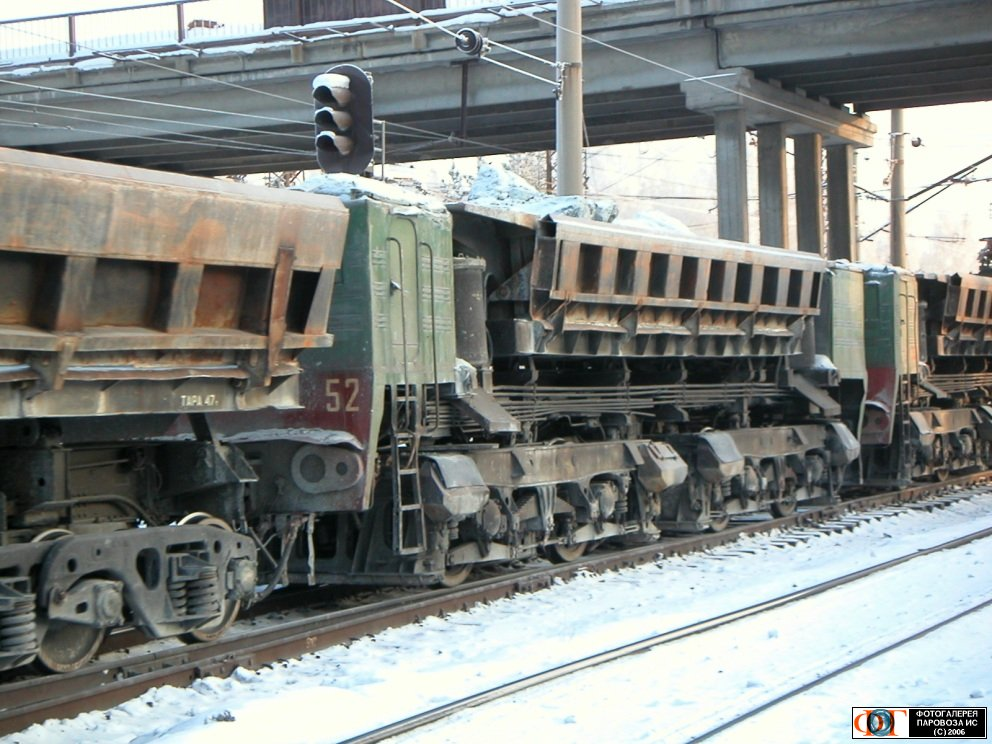
Моторный думпкар

- четырёхосными — для преимущественно магистральных и промышленных железных дорог (грузоподъёмность 60 — 65 тонн)
- шестиосными — для преимущественно промышленных железных дорог (грузоподъёмность 100 — 105 тонн)
- восьмиосными — для перевозки вскрышных пород на предприятиях угольной промышленности (грузоподъёмность 145 тонн)
- для перевозки тяжёлых скальных пород и руд на горнорудных предприятиях металлургической промышленности (грузоподъёмность более 145 тонн)
- узкоколейный думпкар — для узкоколейных железных дорог (грузоподъёмность 20 — 22 тонн)[2]
- Моторный думпкар-обычно двухосный думпкар, оборудован тяговыми электродвигателями.

по способу разгрузки
- думпкар с пневматической разгрузкой
- думпкар с гидравлической разгрузкой

по ориентации разгрузки
- думпкар с односторонней разгрузкой
- думпкар с двухсторонней разгрузкой

## Характеристики думпкаров
- грузоподъёмность — до 180 т
- объём кузова — до 70 м³
- тара — до 29 т (для 4-осных)

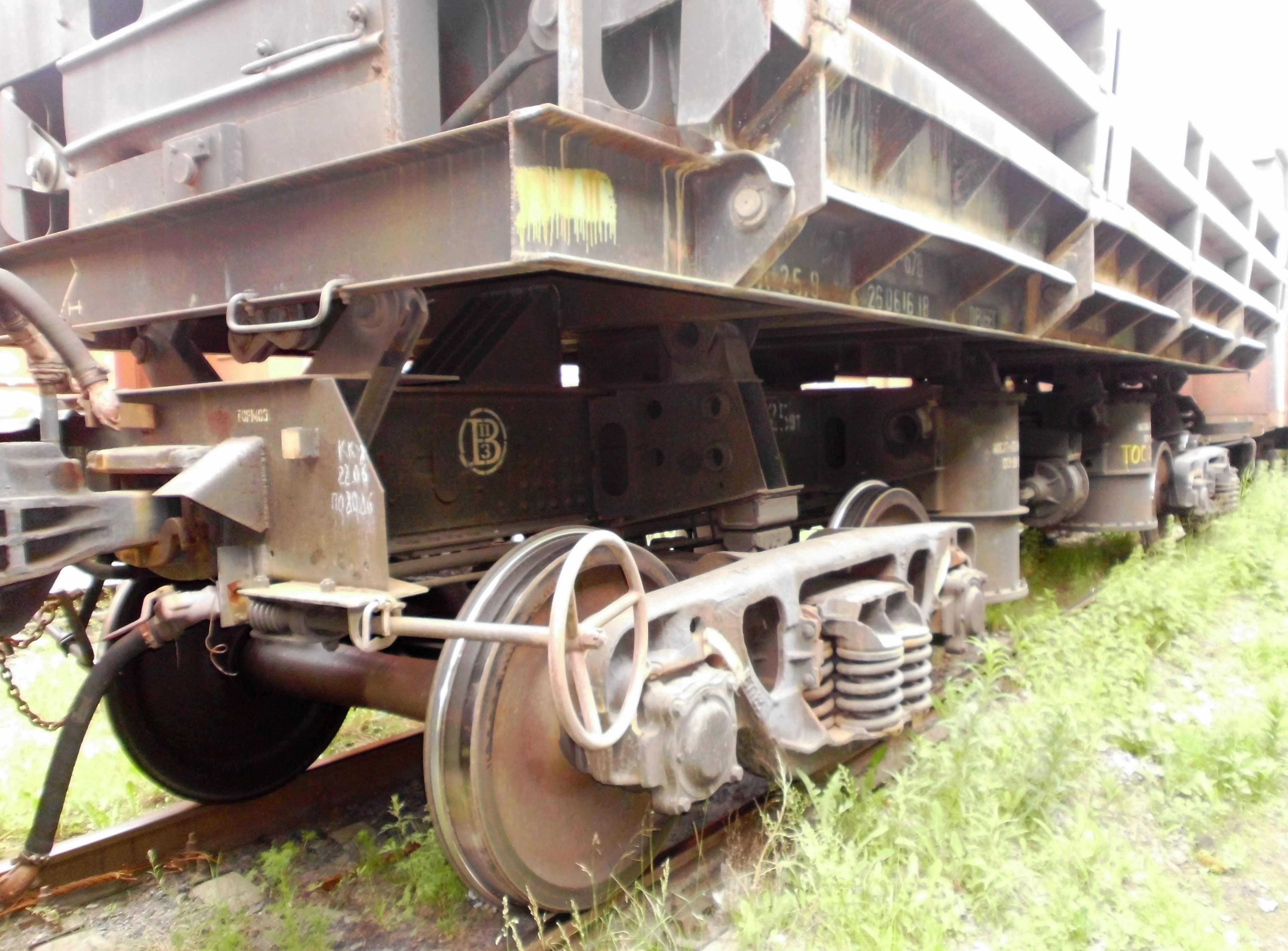
У думпкаров имеются 2 раздельные системы сжатого воздуха, одна для тормозной системы, другая для механизма опрокидывания кузова

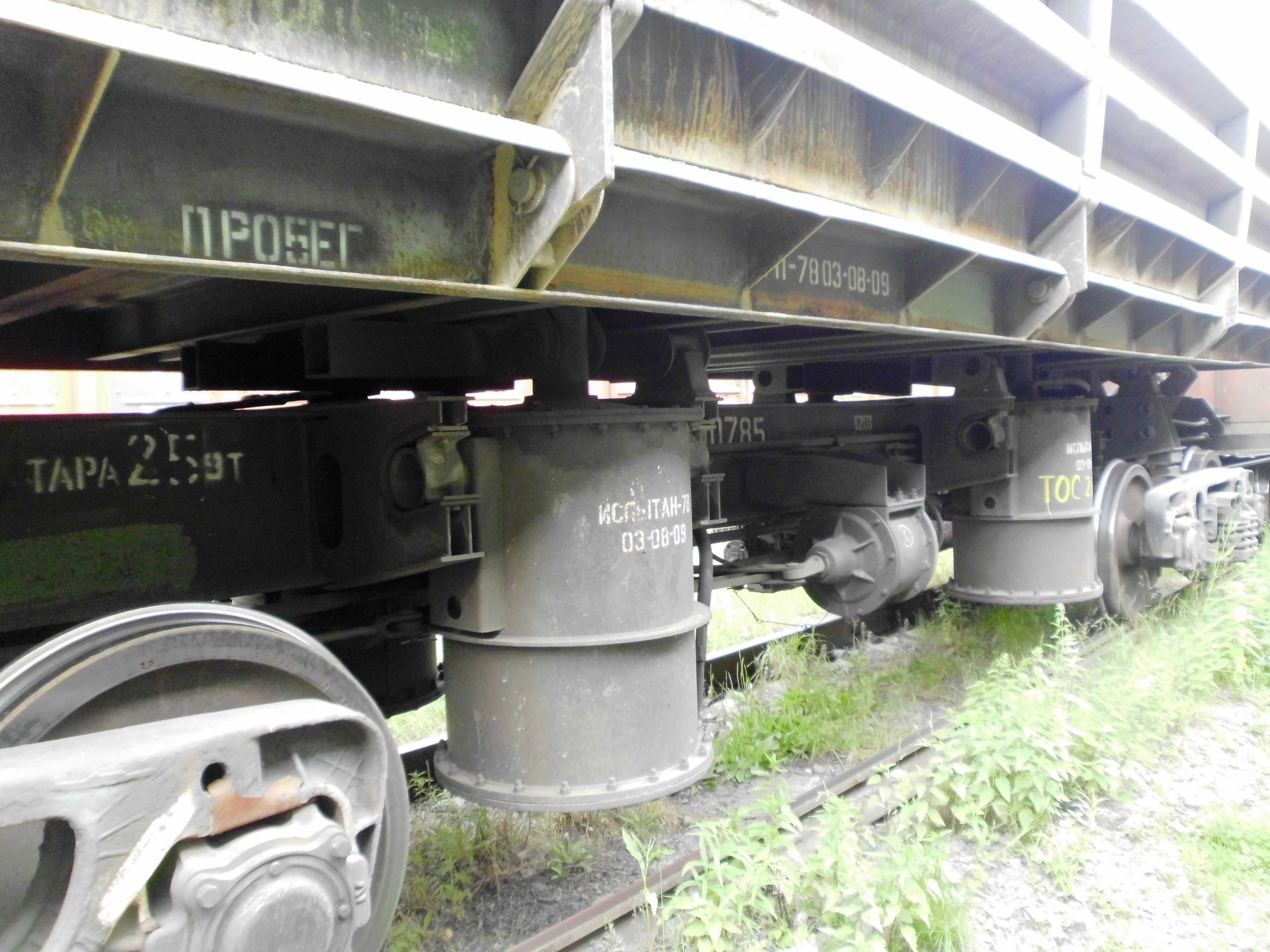
Пневмоцилиндры опрокидывания кузова думпкара

- габариты: высота — до 3620 мм, ширина — до 3520 мм
- длина по осям сцепления автосцепок — до 17630 мм
- нагрузка на оси рельс — до 30 т

## Применение думпкаров

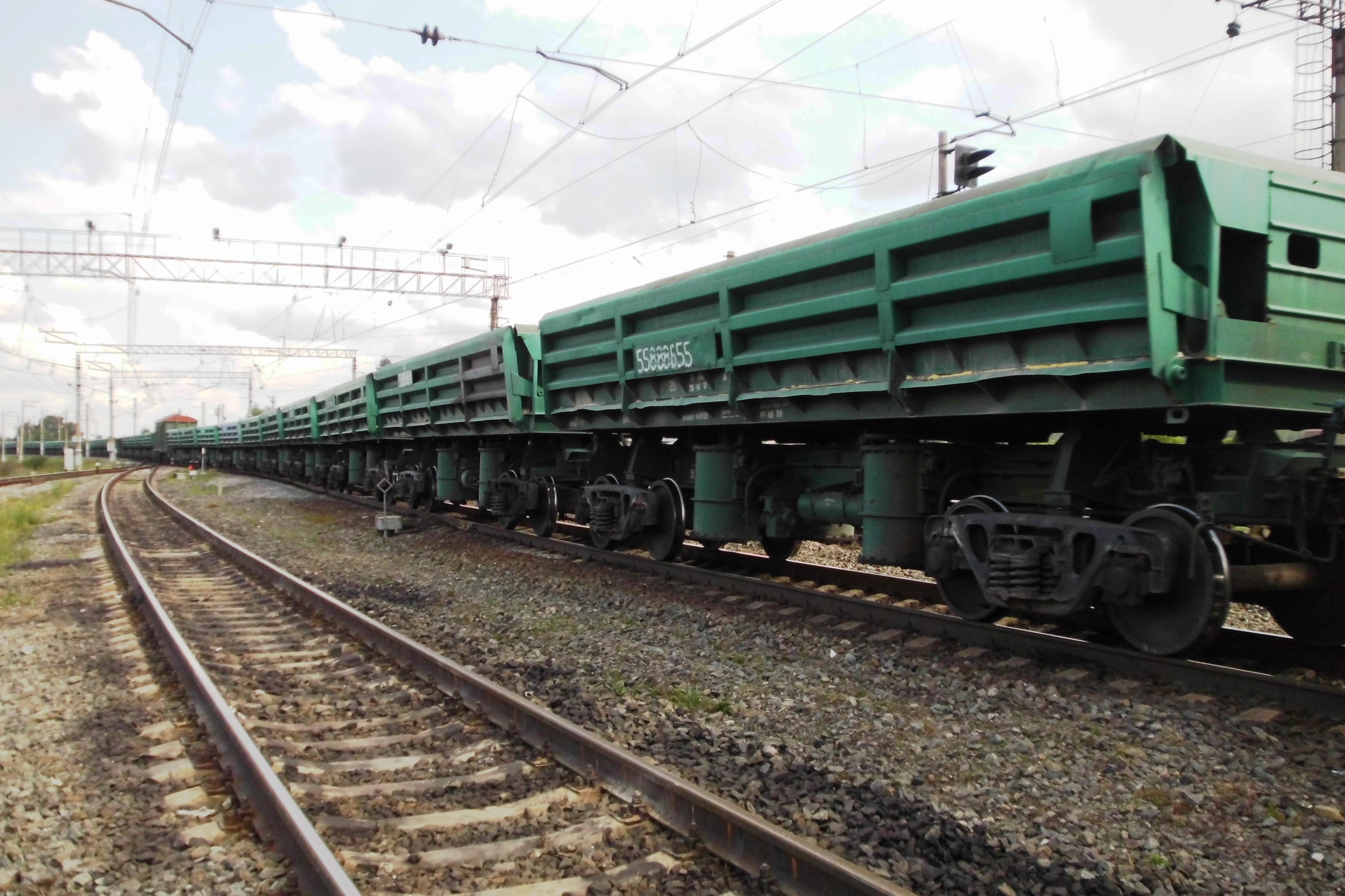
Думпкары в составе грузового поезда, перевозящего гипсовую руду. Вдали в середине состава виден переоборудованный крытый вагон для сопровождающей бригады (турный вагон).

- транспортирование вскрышных пород в отвалы.
- транспортирование полезных ископаемых на склады или обогатительные фабрики
- транспортировка породы для строительства железных дорог

## Рабочие инструменты думпкаров
- ходовая часть: 2-, 3-, 4-осевые тележки, рама тележки с поперечной балкой и боковинами, колёсные пары с буксами на подшипниках, рессорные комплекты
- верхняя рама с кузовом, оснащённым откидывающимися, поднимающимися или комбинированными бортами
- нижняя рама: хребтовая балка, буферные брусья, шкворневые балки, цилиндрические балки
- автосцепные устройства
- ударно-тяговые устройства
- тормозная аппаратура
- пневматическое (или гидравлическое) оборудование (для наклона кузова)
- рычажная система механизма открывания бортов

## Производители думпкаров
- АО «Тихвинспецмаш»[3] (Тихвин);
- Камбарский машиностроительный завод;
- ООО «Азия Трейд Импорт» (Кривой Рог);
- Стахановский вагоностроительный завод;
- Калининградский вагоностроительный завод;
- ООО «Трансмаш» (Кривой Рог);
- ПАО «Дизельный завод» (Кривой Рог);
- ПАО «Днепровагонмаш» (Каменское).